# اورانتینیدین
اورانتینیدین (به انگلیسی: Aurantinidin) با فرمول شیمیایی C۱۵H۱۱O۶+ یک ترکیب شیمیایی با شناسه پاب‌کم ۴۴۱۶۴۸ است. که جرم مولی آن ۲۸۷٫۲۴ g/mol می‌باشد. 